# Contrast Studios
Contrast Studios је продуцентска кућа у Србији са седиштем у Београду, која се од оснивања 5.маја 2005. године успешно бави филмском и телевизијском продукцијом.  
Примарна делатност фирме је производња играног програма, у свим фазама његове израде, почев од идеје до финалне реализације. У складу са тим, у својству извршног продуцента, а у копродукцији са РTС, Contrast Studios је, у периоду од 2006-10, произвео четири циклуса, тј. 89 епизода, ТВ серијала Село гори, а баба се чешља, аутора Радоша Бајића, који је код публике постигао огроман успех. Ова телевизијска серија потукла је све рекорде гледаности до тада забележене на нашем тржишту и тиме себи обезбедила позицију међу најгледанијим ТВ садржајима на медијском простору Србије. Колико је чувена „Баба“ била прихваћена и праћена, говори и то да је у међувремену стекла статус друштвеног, социолошког и културног феномена, о коме су говорили и писали еминентни теоретичари друштва, културе и медија.
Наредни пројекти које је Contrast Studios реализовао у оквиру своје основне делатности били су играни филм Село гори... и тако, а затим и филм Лед (филм), рађен по сценарију Радоша Бајића, а у режији Јелена Јочић Бајић. Домаћа премијера ове изврсне драме одржана је у октобру 2012, након чега је „Лед“, са великим успехом, био приказиван и широм Србије, да би затим, током 2013. учествовао и на многобројним филмским фестивалима у земљи и иностранству, на којима је вишеструко награђиван.
Следећи у низу значајних и великих играних пројеката наше продукцијске куће је ТВ серија „Драмска трилогија 1941-1945“, сценаристе и редитеља Радоша Бајића, чији је први циклус, под називом „Равна гора“, уз велико интересовање публике и критике, премијерно емитован крајем 2013. године на програму националне телевизије и такође се нашао међу десет најгледанијих ТВ садржаја у тој години. Радња ове серије третира период Другог светског рата, тачније дешавања на простору Србије с почетка сукоба, у пролеће 1941. године. 
Велики пројекти који су обележили филмску и телевизијску сцену у Србији, а које је на високо професионални начин продуцирала ова кућа су: Тв серија "Пси лају, ветар носи" са 22 епизоде за Јавни сервис РТС, коју је режирала Јелена Бајић-Јочић, затим документарно-играна серија "Српски јунаци средњег века" у режији Гордана Матића. 
За највећу комерцијалну телевизијску кућу РТВ Пинк произвели су две серије: у сезони 2018 - 2019 снимљено је 70 епизода хумористичке серије "Шифра Деспот" а у сезони 2019 - 2020  у 38 епизода  серија Преживети Београд.
Са драмском списатељицом Мирјаном Бобић Мојсиловић представници Contrast Studios потписали су уговор о екранизацији два романа Мушка азбука и Азбука мог живота.
Серија Азбука нашег живота снимљена је у периоду 2020/21 а приказивање је заказано на јесен 2021 године.
У фази припрема је нов филм и серија у режији Радоша Бајића о спасавању америчких пилота у селу Прањани 1944 године.
Осим основне делатности, производње играног програма, Contrast Studios подједнако ангажовано и квалитетно пружа и услуге израде свих врста видео спотова, музичких и телевизијских, као и кратких, наменских филмова и реклама. Многобројне су домаће компаније и појединци који су управо Contrastu поверили израду својих корпоративних спотова, видео презентација и ТВ реклама. 
А да би процес производње био комплетан, Contrast Studios располаже и сопственом филмском техником, професионалном и савременом видео монтажом, возним парком, уз сву неопходну логистику и инфраструктуру. Када се на то дода креативни и ауторски рад Contrastovog сталног тима људи, као и сарадња са еминентним ауторима, глумцима и извођачима, резултат су квалитетни пројекти који носе јединствени печат Contrast Studios, који је за свој рад награђен многим професионалним признањима, а највеће признање је огромна гледаност и наклоност филмске и телевизијске публике. 

## Пројекти
- 2009  - Село гори... и тако
- 2012  - Лед (филм)
- 2013  - Равна Гора (ТВ серија)
- 2015  - За краља и отаџбину
- 2016  - Браћа по бабине линије
- 2007 - 2017 - Село гори а баба се чешља
- 2018  - Заспанка за војнике
- 2018 - 2019 - Шифра Деспот
- 2017 - 2019 - Пси лају, ветар носи
- 2019 - 2020 - Преживети Београд
- 2018 - 2020 - Српски јунаци средњег века
- 2023 - Свилен конац (филм)
- 2023 - Као со на рану
- 2023 - Хероји Халијарда
- 2021 - 2024 - Азбука нашег живота
- 2024 - Ваздушни мост
- 2024 - Девојачко вече (филм)
- 2024 - Југодром
- 2025 - Чувар иконе Светог Ђорђа
- 2025 - И тако